# Stegomyia sibirica
Stegomyia sibirica is een muggensoort uit de familie van de steekmuggen (Culicidae). De wetenschappelijke naam van de soort is voor het eerst geldig gepubliceerd in 1978 door Danilov & Filippova.